# Péninsule de Kitsap
Pour les articles homonymes, voir Kitsap.
La péninsule de Kitsap, en anglais Kitsap Peninsula, est une péninsule du Nord-Ouest Pacifique, située dans l'État de Washington aux États-Unis. Elle est baignée par le Puget Sound, un bras de mer qui sépare la péninsule Olympique, dont elle fait partie, du continent américain.

## Géographie
La péninsule de Kitsap est en forme de pique, reliée au continent américain par un isthme situé dans sa partie méridionale. Elle est baignée par le Puget Sound proprement dit à l'est et le canal Hood à l'ouest qui la sépare de la péninsule Olympique. Le point culminant de la péninsule est Gold Mountain.
Administrativement, elle fait partie du comté de Kitsap sauf les îles Bainbridge et Blake et le nord-est du comté de Mason et le nord-ouest de celui de Pierce. L'United States Navy est fortement présente sur la péninsule avec la base navale de Kitsap (dont l'ancienne base navale de Bangor et la base annexe de Bremeton) et les chantiers navals du Puget Sound, en anglais Puget Sound Naval Shipyard. Elle possède aussi une des deux seules bases de sous-marin nucléaire lanceur d'engins et le plus grand dépôt d'armes nucléaires des États-Unis.
La ville principale est Bremerton située dans le centre de la péninsule. Hormis l'isthme, les seuls autres liens terrestres connectés à la péninsule sont représentés par les ponts du détroit de Tacoma de 1950 et de 2007 dans sa partie Sud et le pont flottant du canal Hood dans sa partie Nord. De plus, la péninsule est reliée par voie maritime à la côte orientale du Puget Sound par le service du Washington State Ferries, qui relie Bremerton au centre-ville de Seattle,  Kingston à Edmonds et Southworth à West Seattle par Vashon Island.

## Histoire
Connue à l'origine par les Européens sous le nom de « Grande péninsule », en anglais Great Peninsula, ou « péninsule Indienne », en anglais Indian Peninsula, son nom actuel vient du nom du comté éponyme qui en occupe une grande partie. Ce nom vient lui-même du Chief Kitsap, un guerrier et homme de médecine de la tribu amérindienne des Suquamish ayant vécu de la fin du XVIIIe siècle au début du XIXe siècle. Les Suquamish étaient l'une des tribus pêcheuses faisant partie du peuple amérindien des Salish de la côte. Leurs terres ancestrales étaient situées sur les côtes orientales de la péninsule de Kitsap. La réserve indienne de Port Madison, située entre Poulsbo et Agate Pass est le centre moderne des Suquamish. La péninsule de Kitsap est aussi la terre de la tribu Klallam, une autre branche des Salish de la côte, dont le centre tribal est la réserve S'Klallam de Port Gamble à Little Boston, sur la côte nord-ouest de la péninsule.

### Source
- (en) Cet article est partiellement ou en totalité issu de l’article de Wikipédia en anglais intitulé « Kitsap Peninsula » (voir la liste des auteurs).